# Karczyn (Kondratowice)

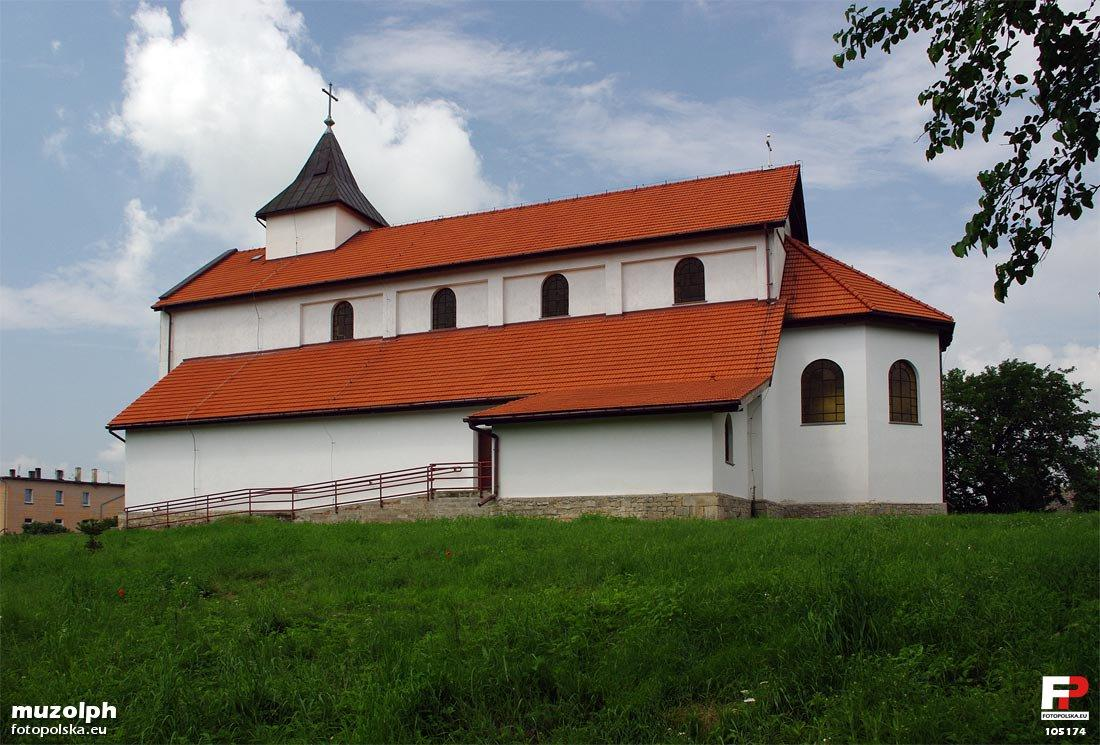
Marienkirche in Karczyn

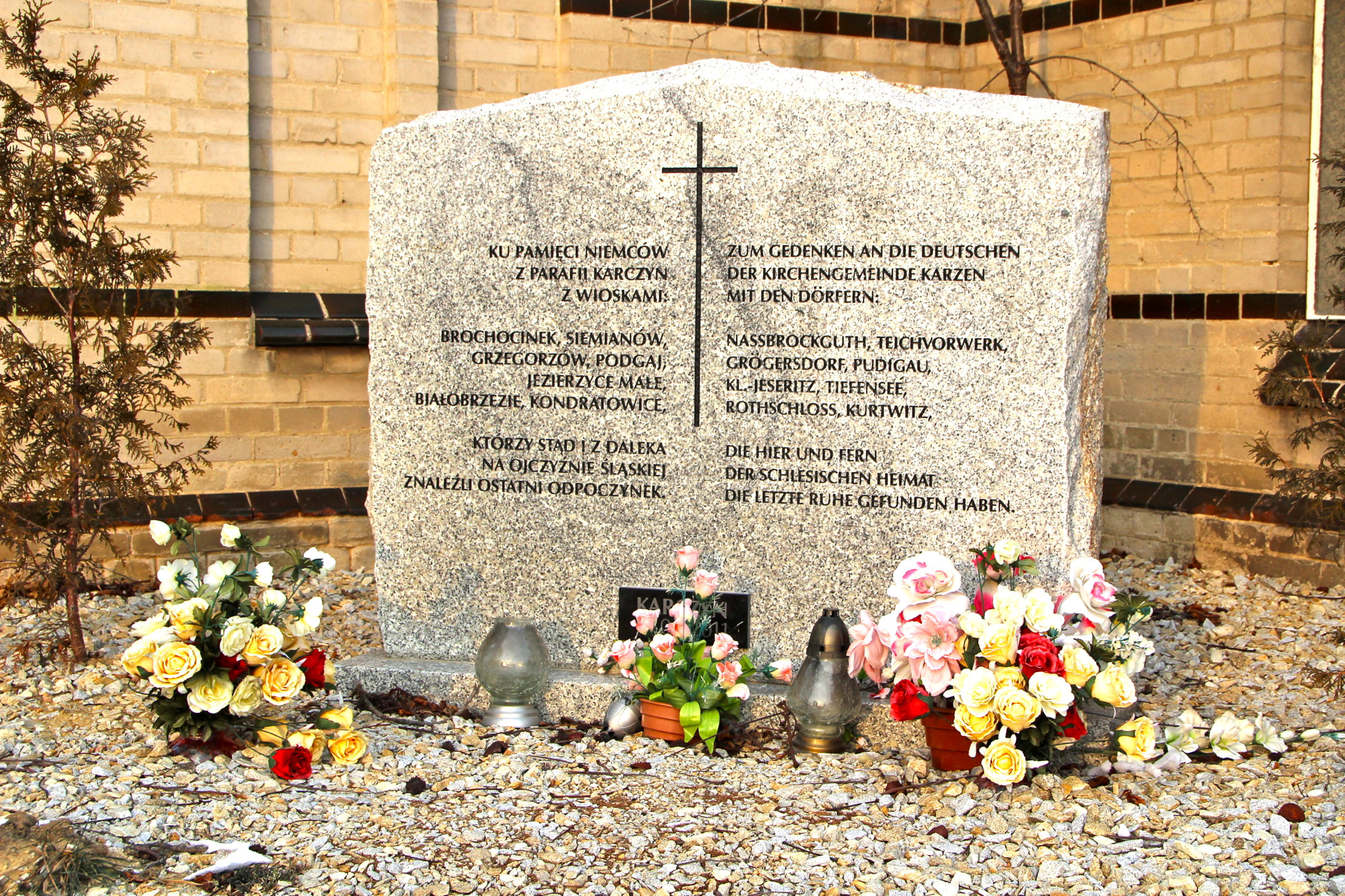
Gedenkstein

Karczyn (deutsch Karzen) ist ein Dorf in der Landgemeinde Kondratowice (Kurtwitz) im Powiat Strzeliński in der Woiwodschaft Niederschlesien in Polen.

## Lage
Die Ortschaft liegt etwa 3 km nördlich des Landgemeindesitzes Kondratowice (Kurtwitz), 10 km westlich der Stadt Strzelin (Strehlen) und 37 km südlich der Woiwodschaft-Hauptstadt Breslau. Nachbarorte sind Białobrzezie (Rothschloß) im Westen, Podgaj (Pudigau) im Norden, Kondratowice (Kurtwitz) im Süden und  Brochocinek (Naß Brockuth) im Osten.

## Geschichte
Vor dem 20. Jahrhundert aufgefundene heidnische Begräbnisplätze lassen auf eine Besiedlung des Gebietes in grauer Vorzeit schließen. Wie aus der ältesten Turmfahne der Pfarrkirche von Karzen hervorgeht, wurde 1161 ein erstes Kirchlein unter dem Patronat Mariens errichtet, darum entstand westlich ein Straßenangerdorf das im Zuge der Ostkolonisation deutschrechtlich besiedelt wurde. In einem Schriftstück von 1232 setzte Bischof Laurentius in Tepliwoda einen Zehnten für den Pfarrer der Marienkirche in Karzen aus. Der Ort erscheint 1396 unter der Schreibweise „Carczin“ und gehörte bis 1841 zum fürstlichen später königlichen Domänenamt Rothschloß. Es gehörte zum piastischen Herzogtum Brieg, das Herzog Bolesław III. 1329 als ein Lehen der Krone Böhmen unterstellte. Nach dem Tod des letzten Brieger Herzogs Georg Wilhelm fiel Karzen zusammen mit dem Herzogtum Brieg als erledigtes Lehen durch Heimfall an die Krone Böhmen zurück. 
Nach dem Ersten Schlesischen Krieg fiel Karzen mit fast ganz Schlesien 1741/42 an Preußen. Die alten Verwaltungsstrukturen wurden aufgelöst und Karzen in den Kreis Nimptsch eingegliedert, mit dem es bis zu seiner Auflösung 1932 verbunden blieb. Grundherr des Dorfes war bis 1841 das königliche Domänenamt Rothschloß mit Naturalzins an das Stiftsamt in Brieg. 1792 bestand Karzen aus einer evangelischen Kirche, einem Pfarr- und Schulhaus, 23 Bauern, fünf Gärtnern, 17 Häuslern und 373 Einwohnern. 1845 zählte das Dorf 76 Häuser, eine Freischoltisei, 601 Einwohner (davon 36 katholisch und der Rest evangelisch), eine evangelische Pfarrkirche mit einem Pfarrwidum unter königlichen Patronat (ein weiterer Pfarrwidum befand sich in Pudigau), eine evangelische Schule, eine Windmühle, 14 Handwerker und 13 Händler. Karzen war katholisch zur Kirche in Rothschloß gepfarrt. Das zweistöckige Schulhaus mit zwei Schulstuben wurde 1842 neu gebaut. Zum 1. Oktober 1932 wurde der Kreis Nimptsch im Zuge von Sparmaßnahmen aufgelöst. In Folge kam die Gemeinde Karzen an den Landkreis Strehlen. 
Mit der Übernahme 1945 durch sowjetischen Truppen und polnische Administration wurde Karzen in Karczyn umbenannt. Die deutsche Bevölkerung wurde – soweit sie nicht schon vorher geflohen war – vertrieben. Die neu angesiedelten Bewohner stammten teilweise aus Ostpolen, das an die Sowjetunion gefallen war. Heute ist Karczyn ein Teil der Landgemeinde Kondratowice.

## Sehenswürdigkeiten
- Römisch-katholische Herz-Mariä-Kirche (polnisch Kościół Niepokalanego Serca Najświętszej Maryi Panny). Da die älteren Kirchenbücher im Dreißigjährigen Krieg verloren gingen, ist über ihre Geschichte wenig bekannt. Sie sollte jedoch schon 300 Jahre vor Luthers Zeit existieren. Während der Reformationszeit war sie seit 1534 protestantisch. 1705 wurde der Gemeinde ein katholischer Pleban aufgedrungen, worauf die Lutheraner 1707 die Kirche zurück erhielten.[3] Zur Pfarrei gehörte eine Filialkirche in Pudigau die während des Dreißigjährigen Krieges zerstört wurde. Im 18. Jahrhundert waren noch Mauerreste vorhanden. 1857 erfolgte Anstelle der alten Pfarrkirche ein Neubau im neuromanischen Stil. 1945 wurde die Kirche teilweise zerstört und 1954 auf Anordnung der örtlichen polnischen Behörde abgerissen. Das Abrissmaterial sollte für den Wiederaufbau von Warschau dienen. Von 1997 bis 2003 wurde auf den alten Fundamenten ein Neubau errichtet, der 2003 von Erzbischof Henryk Roman Gulbinowicz geweiht wurde. Der Innenraum ist schlicht gehalten. Erhalten blieb die Friedhofskapelle. Zur ehemaligen evangelischen Parochie waren im 19. Jahrhundert gepfarrt: Karzen, Nassbrockguth, Kurtwitz, Rothschloß, ferner: Grögersdorf und Klein Jeseritz mit Pudigau.[4]